# Elefántcsontpart a 2000. évi nyári olimpiai játékokon
Elefántcsontpart az ausztráliai Sydneyben megrendezett 2000. évi nyári olimpiai játékok egyik részt vevő nemzete volt. Az országot az olimpián 5 sportágban 14 sportoló képviselte, akik érmet nem szereztek.

## Atlétika
Férfi
| Versenyző                                               | Versenyszám     | Előfutam | Előfutam | Előfutam | Negyeddöntő | Negyeddöntő | Negyeddöntő | Elődöntő | Elődöntő | Elődöntő | Döntő   | Döntő    |
| Versenyző                                               | Versenyszám     | Idő      | Hely.    | Össz.    | Idő         | Hely.       | Össz.       | Idő      | Hely.    | Össz.    | Idő     | Helyezés |
| ------------------------------------------------------- | --------------- | -------- | -------- | -------- | ----------- | ----------- | ----------- | -------- | -------- | -------- | ------- | -------- |
| Ibrahim Meité                                           | 100 m           | 10,24    | 4.       | 6.       | 10,40       | 6.          | 31.         | kiesett  | kiesett  | kiesett  | kiesett | kiesett  |
| Ahmed Douhou                                            | 200 m           | 20,98    | 4.       | 36.**    | kiesett     | kiesett     | kiesett     | kiesett  | kiesett  | kiesett  | kiesett | kiesett  |
| Eric N'Dri Pacome Ahmed Douhou Yves Sonan Ibrahim Meité | 4 × 100 m váltó | 39,06    | 1.       | 11.      |             |             |             | 38,82    | 5.       | 10.      | kiesett | kiesett  |

Női
| Versenyző                                                                | Versenyszám     | Előfutam | Előfutam | Előfutam | Negyeddöntő | Negyeddöntő | Negyeddöntő | Elődöntő | Elődöntő | Elődöntő | Döntő   | Döntő    |
| Versenyző                                                                | Versenyszám     | Idő      | Hely.    | Össz.    | Idő         | Hely.       | Össz.       | Idő      | Hely.    | Össz.    | Idő     | Helyezés |
| ------------------------------------------------------------------------ | --------------- | -------- | -------- | -------- | ----------- | ----------- | ----------- | -------- | -------- | -------- | ------- | -------- |
| Louise Ayétotché                                                         | 100 m           | 11,52    | 5.       | 33.      | kiesett     | kiesett     | kiesett     | kiesett  | kiesett  | kiesett  | kiesett | kiesett  |
| Louise Ayétotché                                                         | 200 m           | 22,85    | 2.       | 7.       | 22,86       | 2.          | 8.          | 22,76    | 5.       | 8.       | kiesett | kiesett  |
| Amandine Allou Affoué Makaridja Sanganoko Marie Gnahoré Louise Ayétotché | 4 × 100 m váltó | 44,34    | 5.       | 18.      |             |             |             | kiesett  | kiesett  | kiesett  | kiesett | kiesett  |

** - két másik versenyzővel azonos eredményt ért el

## Birkózás
Szabadfogású
| Versenyző          | Versenyszám | Csoportkör                                                                                                  | Csoportkör | Negyeddöntő       | Elődöntő          | Bronz- mérkőzés   | Döntő             | Helyezés |
| Versenyző          | Versenyszám | Ellenfél Eredmény                                                                                           | Hely.      | Ellenfél Eredmény | Ellenfél Eredmény | Ellenfél Eredmény | Ellenfél Eredmény | Helyezés |
| ------------------ | ----------- | --- | ---------- | ----------------- | ----------------- | ----------------- | ----------------- | -------- |
| Vincent Aka-Akesse | 85 kg       | 6. csoport · Amir Reza Khadem Azgadhi (IRI) · 0-4 · Kapuvári Gábor (HUN) · 0-6 · Nicolae Ghiţă (ROU) · 0-10 | 4.         | kiesett           | kiesett           | kiesett           | kiesett           | 20.      |

## Cselgáncs
Női
| Versenyző         | Versenyszám  | Selejtező                         | Nyolcaddöntő                    | Negyeddöntő       | Elődöntő          | Vigaszág első kör                | Vigaszág negyeddöntő | Vigaszág elődöntő | Bronz- mérkőzés   | Döntő             | Helyezés    |
| Versenyző         | Versenyszám  | Ellenfél Eredmény                 | Ellenfél Eredmény               | Ellenfél Eredmény | Ellenfél Eredmény | Ellenfél Eredmény                | Ellenfél Eredmény    | Ellenfél Eredmény | Ellenfél Eredmény | Ellenfél Eredmény | Helyezés    |
| ----------------- | ------------ | --------------------------------- | ------------------------------- | ----------------- | ----------------- | -------------------------------- | -------------------- | ----------------- | ----------------- | ----------------- | ----------- |
| Rose Marie Kouaho | Könnyűsúly   | Marisabel Lomba (BEL) · 0010-1001 | kiesett                         | kiesett           | kiesett           |                                  |                      |                   |                   |                   | helyezetlen |
| Lea Zahoui Blavo  | Középsúly    | Aprilia Marzuki (INA) · 1010-0001 | Julija Kuzina (RUS) · 0001-0010 | kiesett           | kiesett           |                                  |                      |                   |                   |                   | helyezetlen |
| Akissi Monney     | Félnehézsúly |                                   | Heidi Rakels (BEL) · 0000-1010  |                   |                   | Karin Kienhuis (NED) · 0001-0011 | kiesett              | kiesett           | kiesett           |                   | 13.         |

## Taekwondo
Férfi
| Versenyző                 | Versenyszám | Selejtező         | Negyeddöntő                | Elődöntő                       | Vigaszág negyeddöntő | Vigaszág elődöntő          | Bronz- mérkőzés   | Döntő             | Helyezés |
| Versenyző                 | Versenyszám | Ellenfél Eredmény | Ellenfél Eredmény          | Ellenfél Eredmény              | Ellenfél Eredmény    | Ellenfél Eredmény          | Ellenfél Eredmény | Ellenfél Eredmény | Helyezés |
| ------------------------- | ----------- | ----------------- | -------------------------- | ------------------------------ | -------------------- | -------------------------- | ----------------- | ----------------- | -------- |
| N'Guessan Sebastien Konan | Váltósúly   |                   | Mokete Mokhosi (LES) · 4-3 | Faissal Ebnoutalib (GER) · 3-4 |                      | Víctor Estrada (MEX) · 4-6 | kiesett           |                   | 5.       |

## Úszás
Férfi
| Versenyző        | Versenyszám | Előfutam | Előfutam | Előfutam | Elődöntő | Elődöntő | Elődöntő | Döntő   | Döntő    |
| Versenyző        | Versenyszám | Idő      | Hely.    | Össz.    | Idő      | Hely.    | Össz.    | Idő     | Helyezés |
| ---------------- | ----------- | -------- | -------- | -------- | -------- | -------- | -------- | ------- | -------- |
| Gregory Arkhurst | 100 m gyors | 53,55    | 1.       | 63.      | kiesett  | kiesett  | kiesett  | kiesett | kiesett  |